# Eleição municipal de Pelotas em 1947
A Eleição municipal de 1947 em Pelotas ocorreu em 15 de novembro de 1947, e teve por objetivo eleger prefeito e vereadores para o termo que se iniciou em 1948 e se concluiu em janeiro de 1952. Foi a primeira eleição direta municipal realizada em 12 anos, após o fechamento das câmaras municipais e do sistema de interventores instituído pelo Estado Novo.

## Contexto
Em 1935 havia sido realizada a primeira eleição municipal após a criação da Justiça Eleitoral. No entanto, com o advento do Estado Novo, os legislativos foram fechados e o executivo passou a ser ocupado por interventores. Com a redemocratização do país iniciada em 1945 e consolidada com a Constituição Federal de 1946, a constituição do Rio Grande do Sul de 1947 ordenou a realização de eleições municipais em até 60 dias após a promulgação do documento estadual.
Os principais candidatos no pleito foram o ex-vereador a curta legislatura de 1936-1937, Joaquim Duval, concorrendo pelo PSD e representando a continuação do interventor Procópio Duval Gomes Freitas e com apoio de uma ala da UDN ligada à Joaquim Assunção e Francisco Antunes Maciel Júnior. Por outro lado, havia Sílvio Echenique, concorrendo pela UDN, ex-interventor da cidade entre 1944 e 1945, contando com o apoio de uma dissidência do PSD.

## Candidatos
Uma urna no interior precisou ser anulada devido a diferença na quantidade de votos e de votantes. Com isso, e devido à estreita margem de votação, a Justiça Eleitoral realizou uma eleição suplementar na seção que foi anulada, em janeiro de 1948 para definir o pleito.
| Prefeito(a)       | Prefeito(a) | Prefeito(a) | Coligação              | Cargo político anterior                              |
| Candidato(a)      | Partido     | Partido     | Coligação              | Cargo político anterior                              |
| ----------------- | ----------- | ----------- | ---------------------- | ---------------------------------------------------- |
| Joaquim Duval     |             | PSD         | Sem coligação          | Deputado Estadual pelo Rio Grande do Sul (1945–1947) |
| João Simões Lopes |             | PTB         | Sem coligação          | Desconhecido                                         |
| Sílvio Echenique  |             | UDN         | UDN, Coligação Popular | Intendente Nomeado de Pelotas (1944–1945)            |

## Resultados

### Prefeito
| Candidatos    | Candidatos              | Eleição Principal 15 de novembro de 1947 | Eleição Principal 15 de novembro de 1947 | Eleição Suplementar janeiro de 1948 | Eleição Suplementar janeiro de 1948 | Total        | Total         |
| Candidatos    | Candidatos              | Votos                                    | %                                        | Votos                               | %                                   | Votos totais | % total       |
| ------------- | ----------------------- | ---------------------------------------- | ---------------------------------------- | ----------------------------------- | ----------------------------------- | ------------ | ------------- |
|               | Joaquim Duval (PSD)     | 8.692                                    | 43,3 / 100,0                             | 115                                 | 64,9 / 100,0                        | 8.807        | 43,5 / 100,0  |
|               | Sílvio Echenique (UDN)  | 8.568                                    | 42,7 / 100,0                             | 61                                  | 35,1 / 100,0                        | 8.629        | 42,6 / 100,0  |
|               | João Simões Lopes (PTB) | 2.795                                    | 13,9 / 100,0                             | 0                                   | 0 / 100,0                           | 2.795        | 13,8 / 100,0  |
| Votos válidos | Votos válidos           | 20.057                                   | 100,0 / 100,0                            | 176                                 | 100,0 / 100,0                       | 20.233       | 100,0 / 100,0 |

### Vereadores
|               | PSD           | 7.719  | 40,1 / 100,0  |
|               | Coligação     | 6.021  | 31,3 / 100,0  |
|               | PSP           | 2.098  | 10,9 / 100,0  |
|               | PTB           | 1.627  | 8,5 / 100,0   |
|               | PL            | 1.352  | 7,0 / 100,0   |
|               | PSB           | 419    | 2,2 / 100,0   |
| Votos válidos | Votos válidos | 19.236 | 100,0 / 100,0 |